# NBA G League
NBA G League, tidigare National Basketball Development League (NBDL) och NBA Development League (NBA D-League), är en nordamerikansk professionell basketliga som är farmarliga till National Basketball Association (NBA). Basketligan leds av Shareef Abdur-Rahim.

## Historik
Den 13 juni 2000 meddelade NBA:s kommissarie David Stern att NBA skulle grunda National Basketball Development League (NBDL) i syfte att låta unga spelare få chansen att utveckla sig med mer matchspel. Basketligan skulle startas under novembermånad samma år. Fem år senare bytte basketligan namn till NBA Development League (NBA D-League). År 2017 köpte energidrycksvarumärket Gatorade namnrättigheterna till basketligan och basketligan fick det nuvarande namnet.

## Lagen
Källa: 

### Nuvarande
| Division           | Lag                           | Stad/Stat                       | Arena                             | Anslöt             | NBA-lag                |                    |                    |
| Eastern Conference | Eastern Conference            | Eastern Conference              | Eastern Conference                | Eastern Conference | Eastern Conference     | Eastern Conference | Eastern Conference |
| ------------------ | ----------------------------- | ------------------------------- | --------------------------------- | ------------------ | ---------------------- | ------------------ | ------------------ |
| South              | Birmingham Squadron           | Birmingham, Alabama, USA        | Legacy Arena                      | 2019               | New Orleans Pelicans   |                    |                    |
| East               | Capital City Go-Go            | Washington, D.C., USA           | Entertainment and Sports Arena    | 2018               | Washington Wizards     |                    |                    |
| Central            | Cleveland Charge              | Cleveland, Ohio, USA            | Wolstein Center                   | 2001               | Cleveland Cavaliers    |                    |                    |
| East               | College Park Skyhawks         | College Park, Georgia, USA      | Gateway Center Arena              | 2017               | Atlanta Hawks          |                    |                    |
| East               | Delaware Blue Coats           | Wilmington, Delaware, USA       | Chase Fieldhouse                  | 2007               | Philadelphia 76ers     |                    |                    |
| Central            | Grand Rapids Gold             | Grand Rapids, Michigan, USA     | Van Andel Arena                   | 2006               | Denver Nuggets         |                    |                    |
| South              | Greensboro Swarm              | Greensboro, North Carolina, USA | Novant Health Fieldhouse          | 2016               | Charlotte Hornets      |                    |                    |
| East               | Long Island Nets              | Uniondale, New York, USA        | Nassau Veterans Memorial Coliseum | 2016               | Brooklyn Nets          |                    |                    |
| East               | Maine Celtics                 | Portland, Maine, USA            | Portland Exposition Building      | 2009               | Boston Celtics         |                    |                    |
| Central            | Motor City Cruise             | Detroit, Michigan, USA          | Wayne State Fieldhouse            | 2006               | Detroit Pistons        |                    |                    |
| Central            | Noblesville Boom              | Noblesville, Indiana, USA       | The Arena at Innovation Mile      | 2007               | Indiana Pacers         |                    |                    |
| South              | Osceola Magic                 | Kissimmee, Florida, USA         | Silver Spurs Arena                | 2008               | Orlando Magic          |                    |                    |
| East               | Raptors 905                   | Mississauga, Ontario, Kanada    | Paramount Fine Foods Centre       | 2015               | Toronto Raptors        |                    |                    |
| East               | Westchester Knicks            | White Plains, New York, USA     | Westchester County Center         | 2014               | New York Knicks        |                    |                    |
| Central            | Windy City Bulls              | Hoffman Estates, Illinois, USA  | Now Arena                         | 2016               | Chicago Bulls          |                    |                    |
| Central            | Wisconsin Herd                | Oshkosh, Wisconsin, USA         | Oshkosh Arena                     | 2017               | Milwaukee Bucks        |                    |                    |
| Western Conference |                               |                                 |                                   |                    |                        |                    |                    |
| South              | Austin Spurs                  | Cedar Park, Texas, USA          | H-E-B Center at Cedar Park        | 2001               | San Antonio Spurs      |                    |                    |
| South              | Capitanes de Ciudad de México | Mexico City, Mexiko             | Arena Ciudad de México            | 2021               |                        |                    |                    |
| Central            | Iowa Wolves                   | Des Moines, Iowa, USA           | Wells Fargo Arena                 | 2007               | Minnesota Timberwolves |                    |                    |
| South              | Memphis Hustle                | Southaven, Mississippi, USA     | Landers Center                    | 2017               | Memphis Grizzlies      |                    |                    |
| West               | Oklahoma City Blue            | Oklahoma City, Oklahoma, USA    | Paycom Center                     | 2001               | Oklahoma City Thunder  |                    |                    |
| South              | Rio Grande Valley Vipers      | Edinburg, Texas, USA            | Bert Ogden Arena                  | 2007               | Houston Rockets        |                    |                    |
| West               | Rip City Remix                | Portland, Oregon, USA           | Chiles Center                     | 2023               | Portland Trail Blazers |                    |                    |
| West               | Salt Lake City Stars          | West Valley City, Utah, USA     | Maverik Center                    | 2006               | Utah Jazz              |                    |                    |
| West               | San Diego Clippers            | Oceanside, Kalifornien, USA     | Frontwave Arena                   | 2017               | Los Angeles Clippers   |                    |                    |
| West               | Santa Cruz Warriors           | Santa Cruz, Kalifornien, USA    | Kaiser Permanente Arena           | 2006               | Golden State Warriors  |                    |                    |
| Central            | Sioux Falls Skyforce          | Sioux Falls, South Dakota, USA  | Sanford Pentagon                  | 2006               | Miami Heat             |                    |                    |
| West               | South Bay Lakers              | El Segundo, Kalifornien, USA    | UCLA Health Training Center       | 2006               | Los Angeles Lakers     |                    |                    |
| West               | Stockton Kings                | Stockton, Kalifornien, USA      | Adventist Health Arena            | 2008               | Sacramento Kings       |                    |                    |
| South              | Texas Legends                 | Frisco, Texas, USA              | Comerica Center                   | 2006               | Dallas Mavericks       |                    |                    |
| West               | Valley Suns                   | Tempe, Arizona, USA             | Mullett Arena                     | 2024               | Phoenix Suns           |                    |                    |

### Tidigare
| - Albuquerque Thunderbirds - Anaheim Arsenal - Arkansas Rimrockers - Asheville Altitude - Bakersfield Jam - Canton Charge - Charleston Lowgators | - Colorado 14ers - Columbus Riverdragons - Dakota Wizards - Erie Bayhawks - Fayetteville Patriots - Florida Flame - Fort Worth Flyers | - Greenville Groove - Huntsville Flight - Idaho Stampede - Mobile Revelers - NBA G League Ignite - New Mexico Thunderbirds - North Charleston Lowgators | - Northern Arizona Suns - Reno Bighorns - Roanoke Dazzle - Springfield Armor - Tulsa 66ers - Utah Flash |

## Mästare
De basketlag som har vunnit slutspelet.
| - 2001–2002: Greenville Groove - 2002–2003: Mobile Revelers - 2003–2004: Asheville Altitude - 2004–2005: Asheville Altitude - 2005–2006: Albuquerque Thunderbirds - 2006–2007: Dakota Wizards | - 2007–2008: Idaho Stampede - 2008–2009: Colorado 14ers - 2009–2010: Rio Grande Valley Vipers - 2010–2011: Iowa Energy - 2011–2012: Austin Toros - 2012–2013: Rio Grande Valley Vipers | - 2013–2014: Fort Wayne Mad Ants - 2014–2015: Santa Cruz Warriors - 2015–2016: Sioux Falls Skyforce - 2016–2017: Raptors 905 - 2017–2018: Austin Spurs - 2018–2019: Rio Grande Valley Vipers | - 2019–2020: Inställt på grund av covid-19-pandemin. - 2020–2021: Lakeland Magic - 2021–2022: Rio Grande Valley Vipers - 2022–2023: Delaware Blue Coats - 2023–2024: Oklahoma City Blue - 2024–2025: Stockton Kings |